# Neophyllaphis araucariae
Neophyllaphis araucariae  (лат.) — вид архаичных тлей рода Neophyllaphis из подсемейства Neophyllaphidinae.

## Описание
Мелкие насекомые, длина 1,1—1,5 мм. Тело желтовато-оранжевое. Усики 6-члениковые, короче чем тело. Монофаги, питаются на молодых хвойных растениях рода Araucaria (Araucariaceae). Обнаружены в таких регионах как Маврикий, Ява, Новая Гвинея, Австралия, Гавайские острова, Коста-Рика, Багамские острова, Мексика, США (Калифорния, Флорида)
.
Диплоидный набор хромосом  2n=18 (Hales & Lardner 1988).